# كوفس هاربور
كوفس هاربور (بالإنجليزية: Coffs Harbour)‏ هي مدينة، تتبع نيوساوث ويلز، وCity of Coffs Harbour ‏، هي عاصمة City of Coffs Harbour ‏، بلغ عدد سكانها 25752  نسمة، في 9 أغسطس 2016، رمزها البريدي هو 2450.

## المناخ
يظهر الجدول التالي التغييرات المناخية على مدار السنة لكوفس هاربور:
| البيانات المناخية لـكوفس هاربور   | البيانات المناخية لـكوفس هاربور | البيانات المناخية لـكوفس هاربور | البيانات المناخية لـكوفس هاربور | البيانات المناخية لـكوفس هاربور | البيانات المناخية لـكوفس هاربور | البيانات المناخية لـكوفس هاربور | البيانات المناخية لـكوفس هاربور | البيانات المناخية لـكوفس هاربور | البيانات المناخية لـكوفس هاربور | البيانات المناخية لـكوفس هاربور | البيانات المناخية لـكوفس هاربور | البيانات المناخية لـكوفس هاربور | البيانات المناخية لـكوفس هاربور |
| الشهر                             | يناير                           | فبراير                          | مارس                            | أبريل                           | مايو                            | يونيو                           | يوليو                           | أغسطس                           | سبتمبر                          | أكتوبر                          | نوفمبر                          | ديسمبر                          | المعدل السنوي                   |
| --------------------------------- | ------------------------------- | ------------------------------- | ------------------------------- | ------------------------------- | ------------------------------- | ------------------------------- | ------------------------------- | ------------------------------- | ------------------------------- | ------------------------------- | ------------------------------- | ------------------------------- | ------------------------------- |
| الدرجة القصوى °م (°ف)             | 43.3 (109.9)                    | 40.5 (104.9)                    | 35.9 (96.6)                     | 34.2 (93.6)                     | 29.8 (85.6)                     | 28.5 (83.3)                     | 30.3 (86.5)                     | 34.0 (93.2)                     | 35.2 (95.4)                     | 39.6 (103.3)                    | 43.3 (109.9)                    | 42.5 (108.5)                    | 43.3 (109.9)                    |
| متوسط درجة الحرارة الكبرى °م (°ف) | 27.0 (80.6)                     | 26.8 (80.2)                     | 26.0 (78.8)                     | 24.1 (75.4)                     | 21.4 (70.5)                     | 19.4 (66.9)                     | 18.8 (65.8)                     | 19.8 (67.6)                     | 22.0 (71.6)                     | 23.7 (74.7)                     | 25.0 (77.0)                     | 26.3 (79.3)                     | 23.4 (74.1)                     |
| متوسط درجة الحرارة الصغرى °م (°ف) | 19.5 (67.1)                     | 19.5 (67.1)                     | 18.1 (64.6)                     | 15.2 (59.4)                     | 11.7 (53.1)                     | 9.1 (48.4)                      | 7.6 (45.7)                      | 8.2 (46.8)                      | 11.0 (51.8)                     | 13.8 (56.8)                     | 16.2 (61.2)                     | 18.1 (64.6)                     | 14.0 (57.2)                     |
| أدنى درجة حرارة °م (°ف)           | 11.0 (51.8)                     | 11.6 (52.9)                     | 9.9 (49.8)                      | 4.3 (39.7)                      | 0.4 (32.7)                      | −0.6 (30.9)                     | −3.2 (26.2)                     | −2.7 (27.1)                     | 1.9 (35.4)                      | 3.7 (38.7)                      | 6.5 (43.7)                      | 7.4 (45.3)                      | −3.2 (26.2)                     |
| معدل هطول الأمطار مم (إنش)        | 187.5 (7.38)                    | 224.8 (8.85)                    | 234.6 (9.24)                    | 178.4 (7.02)                    | 160.8 (6.33)                    | 120.8 (4.76)                    | 72.5 (2.85)                     | 79.5 (3.13)                     | 59.9 (2.36)                     | 96.3 (3.79)                     | 144.7 (5.70)                    | 144.9 (5.70)                    | 1٬699 (66.89)                   |
| متوسط أيام هطول الأمطار           | 15.0                            | 15.0                            | 16.6                            | 12.5                            | 11.6                            | 10.1                            | 8.0                             | 7.7                             | 8.1                             | 11.1                            | 12.2                            | 13.7                            | 141.6                           |
| Average afternoon رطوبة نسبية (%) | 69                              | 71                              | 69                              | 65                              | 62                              | 59                              | 54                              | 53                              | 57                              | 63                              | 65                              | 68                              | 63                              |
| ساعات سطوع الشمس الشهرية          | 235.6                           | 204.4                           | 220.1                           | 216.0                           | 207.7                           | 198.0                           | 223.2                           | 257.3                           | 255.0                           | 251.1                           | 237.0                           | 244.9                           | 2٬750٫3                         |
| ساعات سطوع الشمس اليومية          | 7.6                             | 7.3                             | 7.1                             | 7.2                             | 6.7                             | 6.6                             | 7.2                             | 8.3                             | 8.5                             | 8.1                             | 7.9                             | 7.9                             | 7.5                             |
| المصدر: Bureau of Meteorology ‏    |                                 |                                 |                                 |                                 |                                 |                                 |                                 |                                 |                                 |                                 |                                 |                                 |                                 |

## مدن توأم
المدن التوأم:
- ساسيبو، ناغاساكي.

## أعلام
- كيفن غوردون
- ديبورا ونايت
- سام غالواي
- جيم براون
- أرنولد غرين
- والتر ادمون سميث
- بروس هوبكينز
- هارولد هيرد
- ميرفين روز